# Passerelle Centre d'art contemporain
Pour les articles homonymes, voir Passerelle.
Passerelle Centre d'art contemporain est un lieu d'exposition situé dans le quartier Saint-Martin à Brest et construit entre 1946 et 1955. Il dispose d'une superficie de 4 000 m2. Le label « Centre d'art contemporain d'intérêt national » lui est accordé par arrêté du 8 janvier 2018 

## Le projet
Passerelle Centre d’art contemporain est une plateforme de dialogue entre productions artistiques et publics installée depuis 1988 sur un exceptionnel site industriel de 4000 m² en plein cœur de Brest. Ses missions de création, de médiation et de diffusion sont envisagées comme autant d'espaces collectifs de production de sens au sein duquel artistes et visiteurs participent activement à une discussion sur ce qui anime, construit et motive notre rapport à l'art contemporain. La programmation conjugue chaque année une dizaine d'expositions monographiques ou collectives, des cycles de projections, des rencontres, des débats et différents dispositifs d'accompagnement des publics dans leurs découvertes des pratiques exposées. Passerelle Centre d’art contemporain est aussi le lieu du décloisonnement disciplinaire qui explore les autres champs de la création contemporaine, du graphisme à la danse, de la musique au design.
Passerelle est le premier Centre à obtenir le label "Centre d'art contemporain d'intérêt national", créé par la loi  dite "Création et Patrimoine " de 2016 .

## L’association passerelle
Depuis sa création en 1988, le centre d’art est géré par l’association Passerelle. Il s'agit d'une initiative privée et non gouvernementale ou municipale. À l'origine, motivés par une idée « d’auto-gestion » artistique, les membres fondateurs de l’association, pour la plupart artistes, avaient pour objectif la promotion de l’art contemporain tout en revendiquant de se tenir comme à la marge des institutions qui voyaient le jour au même moment, notamment les fonds régional d'art contemporain (FRAC).
À la différence de ces institutions dont la priorité reste la collection, la conservation, la présentation, la diffusion et la production d’œuvres dans la continuité de l’histoire de l’art, les centres d’art ont la particularité de présenter des créations dans des espaces où une plus grande liberté artistique est possible.
L’association Passerelle - centre d'art contemporain s´est fixé comme l'une de ses premières missions de travailler en étroite collaboration avec d’autres structures culturelles et artistiques (institutionnelles ou associatives), afin de créer un véritable réseau régional au service des artistes locaux.
Si dès sa création Passerelle Centre d'art contemporain a proposé différentes expositions, il a d'emblée cherché à présenter conjointement différentes formes d’expressions et de pratiques artistiques (musique, théâtre, poésie, etc.). Au fil du temps, les arts plastiques ont conquis une place prépondérante dans la réflexion et la programmation du centre d’art.

## Le lieu

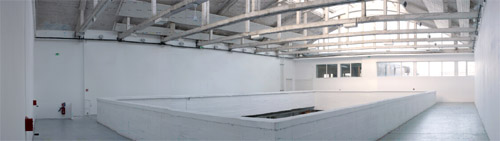
La mezzanine de Passerelle Centre d'art contemporain

Passerelle Centre d'art contemporain est situé à Saint-Martin, un quartier de Brest préservé par les bombardements de la Seconde Guerre mondiale.
L'espace architectural qui accueille aujourd'hui Passerelle Centre d'art contemporain a été construit entre 1946 et 1955 selon des plans s'inscrivant dans la mode de la fin des années 1930 pour le compte d'une société coopérative, L'Alliance des Travailleurs. Après l'achèvement, à la fin des années 1940, du corps central du bâtiment, l'édifice est complété en 1955 par l'aile - inachevée- donnant sur la rue Charles Berthelot. Dès le 25 octobre 1956, cette société coopérative a fusionné avec La Léonarde, entreprise d’alimentation générale qui possédait de nombreux comptoirs de distributions dans le Nord-Finistère. Les locaux deviennent propriété de cette dernière. À partir de 1960, les locaux sont vendus par la coopérative La Léonarde à un grossiste en fruits et légumes qui poursuivra son activité jusqu'en juin 1972.
Le 5 septembre 1989, le vaste édifice de la rue Berthelot est vendu à l'association Passerelle (créée en 1988 dans le but de ce rachat) représentée par Serge Tanguy, son président-fondateur. Dès 1991, l'association cède la propriété des lieux à la ville de Brest. Depuis, une convention lie la ville et l'association Passerelle afin de poursuivre l’activité de diffusion de l'art contemporain.
L'édifice du Passerelle Centre d'art contemporain, construit suivant la technique de béton précontraint développé par l'ingénieur Eugène Freyssinet, dispose d'une superficie de 4 000 m2 à l'architecture originale. Le patio central bénéficie d'une lumière zénithale provenant d'une verrière située à plus de 12 mètres de hauteur. Dans cette ancienne friche industrielle, de nombreuses salles se déploient sous la forme de vastes espaces ou de recoins plus intimistes, parfois même labyrinthiques : grand hall, mezzanine, hangar, quai, salle de conférences, ateliers, réserves, salles des étages, sous-sols.

## Expositions
- Un peu de soleil dans l'eau froide, Eva Taulois en duo avec Virginie Barré, commissariat Passerelle Centre d'Art Contemporain et Documents d'Artistes Bretagne, Galerie de Rohan, Landerneau, 2016.